# Jerzy Trammer
Jerzy Trammer (ur. 1876 w Wadowicach, zm. 17 maja 1936 w Krakowie) – polski prawnik cywilista, adwokat.

## Życiorys
Działał w krakowskiej Izbie Adwokackiej, był wiceprezesem, a po śmierci Michała Koya został wybrany prezesem 24 czerwca 1921. Funkcję sprawował do 1932. W 1922 był założycielem Unii Narodowo-Państwowej. Sekretarz sekcji prawa cywilnego Komisji Kodyfikacyjnej RP. W tym charakterze brał udział w przygotowaniu większości cywilnoprawnych ustaw polskich w dwudziestoleciu międzywojennym.
Ojciec profesora prawa Henryka Trammera, dziadek geologa i pisarza profesora Jerzego Trammera oraz kapitana jachtowego i przedsiębiorcy Jana Trammera.

## Wybrane publikacje
- Ustawa konkursowa (Kraków 1904)
- Norma jurysdykcyjna z komentarzem (Kraków 1906)
- Ordynacya ugodowa z objaśnieniami (Kraków 1915)
- Ustawa elektryczna w świetle krytyki (Kraków 1925)
- Dzisiejszy obraz ordynacji egzekucyjnej (Kraków 1926)